# Tryparsamid
Tryparsamid ist eine chemotherapeutisch wirksame Arsenverbindung, die 1915 in den USA von Walter Abraham Jacobs und Michael Heidelberger am New Yorker Rockefeller Institute for Medical Research entwickelt wurde.
Die Substanz kam ab 1922 in Afrika in Arzneimitteln zur Behandlung der durch Trypanosoma brucei hervorgerufenen Schlafkrankheit zum Einsatz, insbesondere bei fortgeschrittenen und chronischen Verläufen, ab 1934 jedoch nur noch in Kombination mit anderen Wirkstoffen wie Suramin. Aufgrund seiner guten Löslichkeit in Wasser konnte es sowohl intramuskulär als auch intravenös verabreicht werden. Nach dem Zweiten Weltkrieg wurde es wegen zunehmender Resistenzentwicklung und zum Teil schwerwiegenden Nebenwirkungen wie Erblindung und Schädigung des Sehnervs in den meisten Ländern mit Ausnahme von Nigeria, wo es bis Anfang der 1970er Jahre in Gebrauch war, durch Melarsoprol abgelöst.
In den USA und einigen anderen Ländern wurde Tryparsamid außerdem zeitweise als Mittel gegen die durch Treponema pallidum ausgelöste Neurosyphilis angewendet.